# Vajosuo
Vajosuo är en högmosse i Kurjenrahka nationalpark i Finland.  Den ligger i landskapet Egentliga Finland, i den sydvästra delen av landet, 150 km väster om huvudstaden Helsingfors.
Vid mossen finns ett torn för fågelskådning och i närheten vindskydd, hyrstuga och andra faciliteter. En vandringsled runt Kurjenrahka passerar mossen, med en anslutande led via Kangenmiekka mot Åbo.